# (6137) Johnfletcher
(6137) Johnfletcher – planetoida należąca do zewnętrznej części pasa głównego planetoid okrążająca Słońce w ciągu 5 lat i 281 dni w średniej odległości 3,22 au. Została odkryta 25 stycznia 1991 roku w przez Akirę Natoriego i Takeshiego Uratę. Jej nazwa pochodzi od Johna Fletchera (ur. 1947), brytyjskiego astronoma amatora, zajmującego się regularnymi obserwacjami planetoid. Nazwa została zasugerowana przez P. Moore'a. Przed nadaniem nazwy planetoida nosiła oznaczenie tymczasowe (6137) 1991 BY.